# Moteur Duratec
Duratec est une gamme de moteurs à essence à quatre, cinq, six et douze cylindres utilisés dans les automobiles Ford, mais également employés dans des véhicules de marque Volvo, Caterham, Morgan, Tiger, Ginetta ainsi que par le préparateur de moteurs Cosworth.
À l'origine, il n'y avait qu'un V6 de 2,5 L pour la Ford Mondeo. À la suite de la sortie de la Mondeo de 2000, les moteurs d'1,8 L et de 2 L de cylindrée sont aussi devenus Duratec.
Aujourd'hui, il existe des moteurs de toutes les cylindrées appelés « Duratec ». En Amérique du Nord, Ford utilise le nom « Duratec » pour tous ses moteurs quatre et six-cylindres possédant un double arbre à cames en tête. En Europe, tous les moteurs Ford à essence sont appelés « Duratec ».